# 吳厝 (金門縣)
吳厝位於福建省 (中華民國)金門縣金城鎮賢庵里。東北鄰庵前、北鄰南門里、南鄰官裡和藥井、西南鄰山前和賢厝，位於環島西路和泰仰路之T字路口旁，多為延陵吳氏族人所居住。
從水頭、金門城、古崗等地通往後浦皆可由此地經過(尤其西海路建成之前)，此村落位處山凹之中，據稱乃是一處蝙蝠穴。
後浦海填海造陸之前為一鄰海村莊。
本村吳姓居民之開基始祖<吳思時> 居於香蓮山(豐蓮山)麓之西，因居民
皆為姓吳而稱為吳厝。
國軍曾於庵前設置金防部指揮機關與辦公室、保養廠、坦克單位、軍中茶室，而吳厝位於交通樞紐因此也是砲兵連和通訊單位的據點，並有公車至後浦以運載士官兵。

## 交通

### 公車
可搭乘公車3、6、6A、7(20:30發車加繞古崗)、8(搭至庵前步行至吳厝)

## 產業

### 金合利鋼刀
金合利鋼刀之發源地，清光緒三十四年，<吳宗山>習藝於廈門，以打鐵為營生，專事農具之鍛造。
民國二十六年至<吳朝熙> 時, 繼承先祖志業，時浯島工業不振，島民賴魚鹽或務農維生，
日用諸物，皆從漳廈輸入，惟隔海販運，船工腳費，物價四倍，吳朝熙為服務桑梓，
不避交通梗阻崎嶇，肩挑鐵爐重擔，早出晚歸，躑躅田隴，風雨無阻，數十年如一日，
足跡遍及全島各鄉里，童叟盡識「打鐵師」，至今仍為鄉前輩津津樂道。
而後中共對金門發動砲擊，金合利便利用砲彈碎片、彈殼作為鋼刀原料，為金門名產。
<吳朝熙>於民國二十六年(1937)創建<金合利製刀廠> , 並設址金城吳厝。

## 宗教
仰峰宮位於吳厝村前交叉路口,於民國25年及39年兩度重修,78年復重修今日樣貌,是本村村民宗教的信仰中心,相傳本廟始建於唐代,缘於牧馬候陳淵在豐蓮山牧馬,
距此不過一里之遙,現奉境主吳府大千歲、並主奉二千歲、 李府王爺、關帝爺,並定於每年農曆十月十九、二十兩天為建醮謝神的日子。

## 特殊事蹟
本村曾有一間雜貨店。
村旁有一口井，曰藥井，相傳為牧馬侯陳淵持劍刺地而泉水湧出，可治病。 而今藥井(浴井)已是一個村莊(原東沙王氏經商需要而建)，今多新式住宅。
活動中心前有棵倒塌而繼續生長的百年榕樹。